# De Motu (ensaio de Berkeley)
De Motu: Sive, de Motus Principio & Natura, et de Causa Communicationis Motuum (On Motion: or The Principle and Nature of Motion and the Cause of the Communication of Motions), ou simplesmente De Motu, é um ensaio escrito por George Berkeley e publicado como um folheto em Londres em 1721. O ensaio foi submetido sem sucesso a um prêmio que havia sido oferecido pela Royal Academy of Sciences em Paris.
Berkeley rejeitou o espaço, tempo e movimento absolutos de Sir Isaac Newton. Com este ensaio, Berkeley é considerado o "precursor de Mach e Einstein" (Karl Popper).

## Movimento concreto e abstrato
Devemos prestar atenção aos fatos sobre as coisas e sua natureza, não às palavras ou à autoridade de alguém. A mente deve se preocupar com as próprias coisas particulares e concretas, não com termos abstratos. Os efeitos que são sentidos em nossos sentidos devem ser notados. As causas desses efeitos são inferidas racionalmente e são qualidades ocultas.
Gravidade e força são exemplos de qualidades ocultas. Mas eles podem ser termos úteis. A gravidade pode designar corpos de concreto em movimento e a força pode designar o esforço concreto de resistir. No entanto, eles não devem ser usados abstratamente, separados de coisas concretas e individuais. Se nenhuma mudança ocorre e não há efeito, então não há força. Força, gravidade e atração são abstrações matemáticas, hipotéticas e não são encontradas na natureza como qualidades físicas. O paralelogramo de forças compostas não é uma qualidade física. É matemático. As tentativas de explicar a causa e a origem do movimento são abstratas e obscuras. Não são afirmações particulares e determinadas. Tais tentativas tentam explicar o desconhecido por algo ainda mais desconhecido.

## Princípios ou causas do movimento
Os corpos não são conhecidos por conter, dentro de si, forças que causam movimento. Mentes, no entanto, são conhecidas por causar movimento. Tais mentes são causas particulares e individuais que são partes da causa primária e universal do movimento.
Os corpos são passivos, não ativos. Eles simplesmente persistem indiferentemente em seus estados, seja de movimento impelido ou de repouso. Ação e reação são apenas hipóteses matemáticas, não qualidades físicas. É útil referir-se à ação e reação ao demonstrar a mecânica, mas elas não são causas de movimento.
Experimentamos pessoalmente dentro de nós uma causa de nosso movimento corporal. Chama-se alma, mente ou espírito. Mas, não experimentamos uma causa de movimentos dentro de outros corpos. A causa última do movimento de todos os corpos é a mente de Deus. Isto é conhecido através da metafísica e da teologia.
A ciência natural limita-se a experimentos e mecânica, mas assume que Deus foi a principal fonte de movimento. As leis do movimento, não a causa do movimento, são estabelecidas pela ciência natural. Os físicos explicam e compreendem os fenômenos mostrando como eles concordam com as leis do movimento. Termos fictícios, abstratos e gerais, como força, ação e reação, são usados em teorias, fórmulas e cálculos. Estes não podem ser encontrados em corpos.
Através de nossos sentidos, na verdade, experimentamos apenas os efeitos de corpos em movimento ou em repouso. O cientista natural está preocupado com experimentos, leis do movimento, princípios mecânicos e dedução racional desses princípios. O próprio princípio e causa do movimento é uma preocupação metafísica, teológica e moral.

## Natureza do movimento
O movimento não deve ser considerado uma abstração, separada do espaço e do tempo. Não deve ser analisado em ideias abstratas como movimento, velocidade e força. Considerações matemáticas de infinitesimais espaciais e temporais levam a paradoxos. O movimento não deve ser equiparado à causa do movimento. Dizer que a quantidade de movimento é sempre conservada é confundir o próprio movimento com a força que causa o movimento. A força da causa do movimento é conservada. O movimento não é uma força interna e viva nas coisas. É um efeito sem vida, indiferente.

## Movimento no espaço
O espaço absoluto não contém corpos. Mas, como tal, não seria observável. Nada é denotado pelas palavras "espaço absoluto". Movimento e espaço são relativos. Eles pressupõem uma relação com algum outro corpo através do qual são determinados. Para uma visão mais ampla, seria útil considerar o movimento relativo às estrelas fixas, que seriam consideradas em repouso, ao invés do espaço absoluto. Assim como não podemos conhecer o espaço absoluto, não podemos saber se todo o universo está em repouso ou se está se movendo uniformemente em uma direção.
Para determinar a verdadeira natureza do movimento, devemos seguir três regras: (1) distinguir as hipóteses matemáticas da natureza das coisas; (2) cuidado com abstrações; (3) considerar o movimento como sensível ou imaginável e contentar-se com medidas relativas.

## Comunicação de movimento
A ciência física está preocupada apenas com a mecânica. Portanto, pode-se dizer que, em uma colisão, ação e reação são sempre opostas e iguais. Tais ações e forças, porém, são apenas hipóteses matemáticas. Só sabemos realmente que o corpo atingido perde movimento e o corpo atingido ganha movimento. Não sabemos se o movimento é comunicado de um corpo para outro ou se o movimento é destruído no batedor e criado no golpeado. Na verdadeira natureza das coisas, todos os corpos são passivos. A causa verdadeiramente ativa do movimento é metafísica e não a preocupação da ciência física.